# Calliostoma punctulatum
Calliostoma punctulatum is een in zee levende slakkensoort van de familie Calliostomatidae en het geslacht Calliostoma. Er is geen Nederlandse naam voor deze soort die in 1784 is beschreven door Martyn.

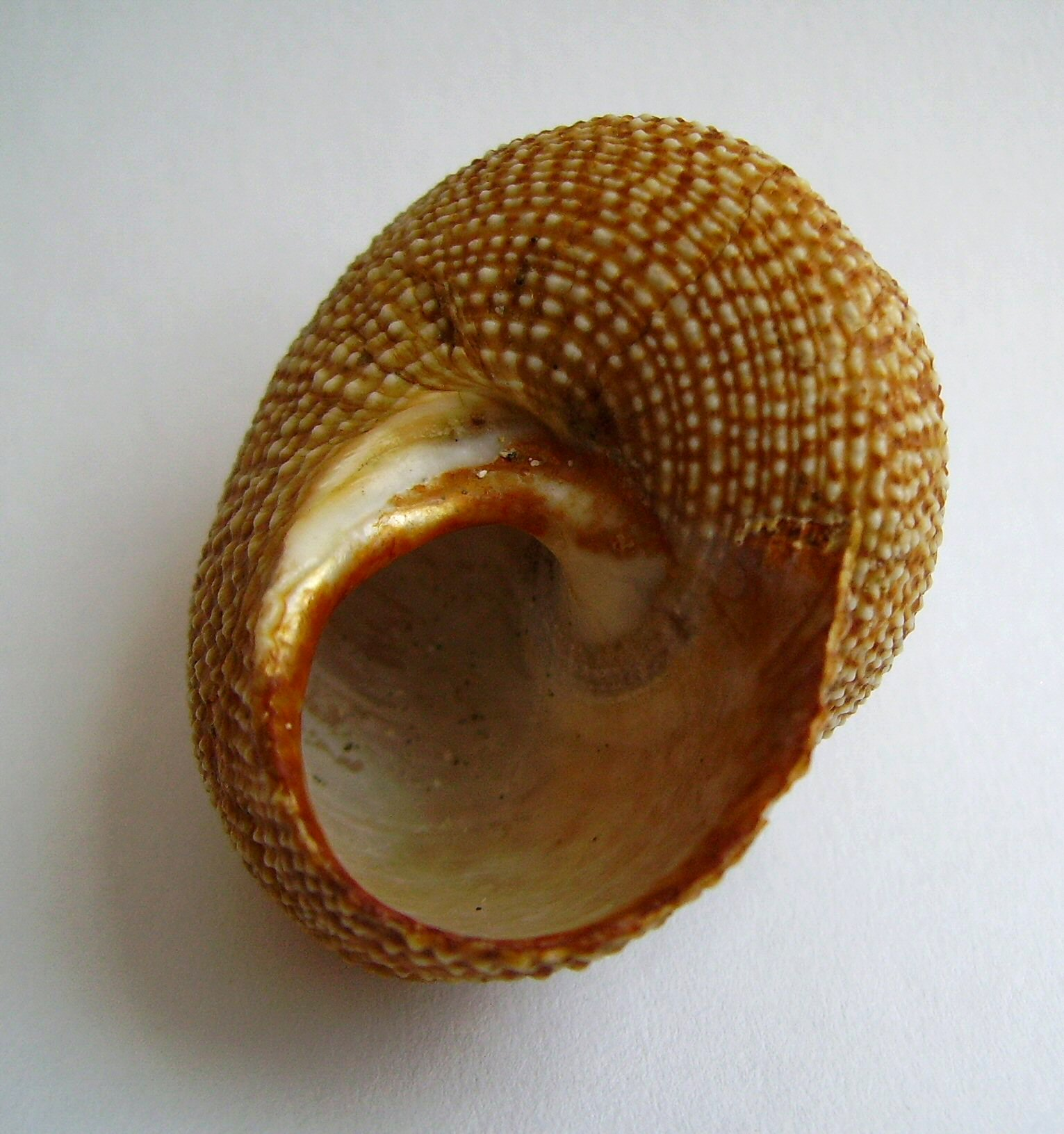
Calliostoma punctulatum onderkant

## Voorkomen en verspreiding
Calliostoma punctulatum is een omnivoor die tot 30 mm hoog kan worden en leeft op zeewier en kelpfauna's aan de westkust van Noord-Amerika van Californië tot Alaska (Oregonese- en Californische provincie).